# Koňská brána
Koňská brána (také Brána sv. Prokopa) byla součástí opevnění Prahy na horním (jihovýchodním) konci Koňského trhu (dnes Václavské náměstí).

## Historie
Brána byla vybudována jako součást Nového Města pražského ve 2. polovině 14. století z hliněného valu obloženého opukovými kvádry. Branou se z města vycházelo na Říčanskou silnici (dnes Vinohradská ulice) směrem k Sázavskému klášteru. Klášter v 11. století založil svatý Prokop a brána byla po něm pojmenována. Za třicetileté války dokázala odolat obléhání Prahy, když se švédská armáda pod vedením generála Arvida Wittenberga pokoušela 3. a 4. srpna 1648 rozstřílet dělostřeleckou palbou hradby okolo brány.
Při bráně v domku čp. 810/II a čp. 811/II byla umístěna celnice, v níž se vybíralo clo, především akcíz (daň z potravin dovážených do města). Brána neměla padací most, ze severovýchodu a východu byla obklopena Wimmerovými sady, Kanálskou a Rajskou zahradou. Původní podobu brány neznáme. Vně se z hradby obracela bastionem sv. Štěpána, někdy nazývaným sv. Michala. V letech 1831–1836 bránu v empírovém slohu přestavěl vídeňský architekt Peter Nobile za spolupráce stavebního inženýra Josefa Pachla. Ve shodném stylu, ale větším měřítku (s pěti arkádovými poli místo pražských tří) Nobile vystavěl v letech 1821–1824 i hradní bránu Burgtor ve vídeňském Hofburgu.
Horní partie hradeb se na bráně rozšiřovala v terasu se zábradlím, sloužila Pražanům jako promenáda a vyhlídkové místo. Vyhlídku na svých vedutách zachytili Antonín Pucherna, Vincenc Morstadt i první fotografové. V letech 1875–1876 byla brána i s hradbami zbořena. Na jejím místě byla v letech 1885–1891 postavena budova Národního muzea.

## Zajímavost
- V roce 1862 po pádu z Koňské brány zemřel básník Aleš Balcárek.[5]

## Galerie

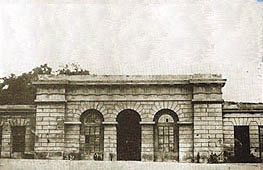
Fotografie Koňské brány
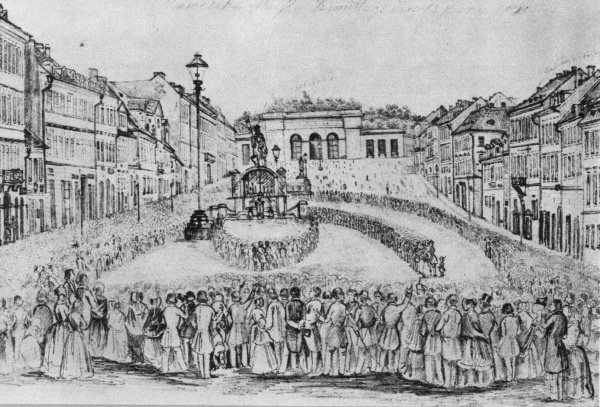
Koňská brána při Svatodušní mši 12. června 1848
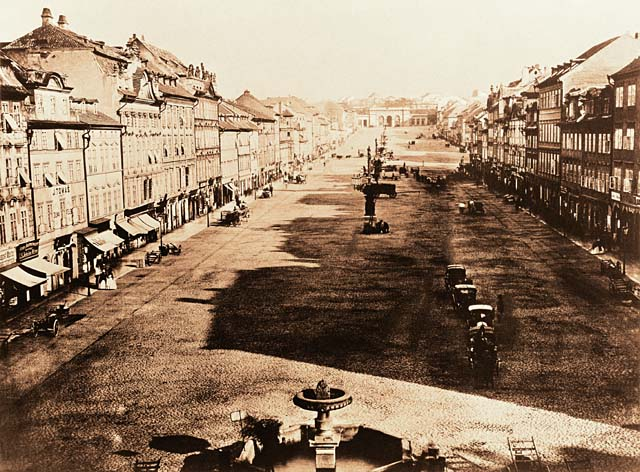
Václavské náměstí s Koňskou bránou
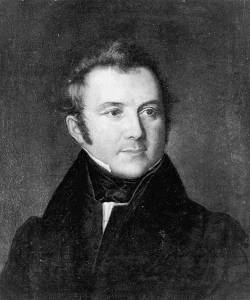
Architekt Peter von Nobile (1838)
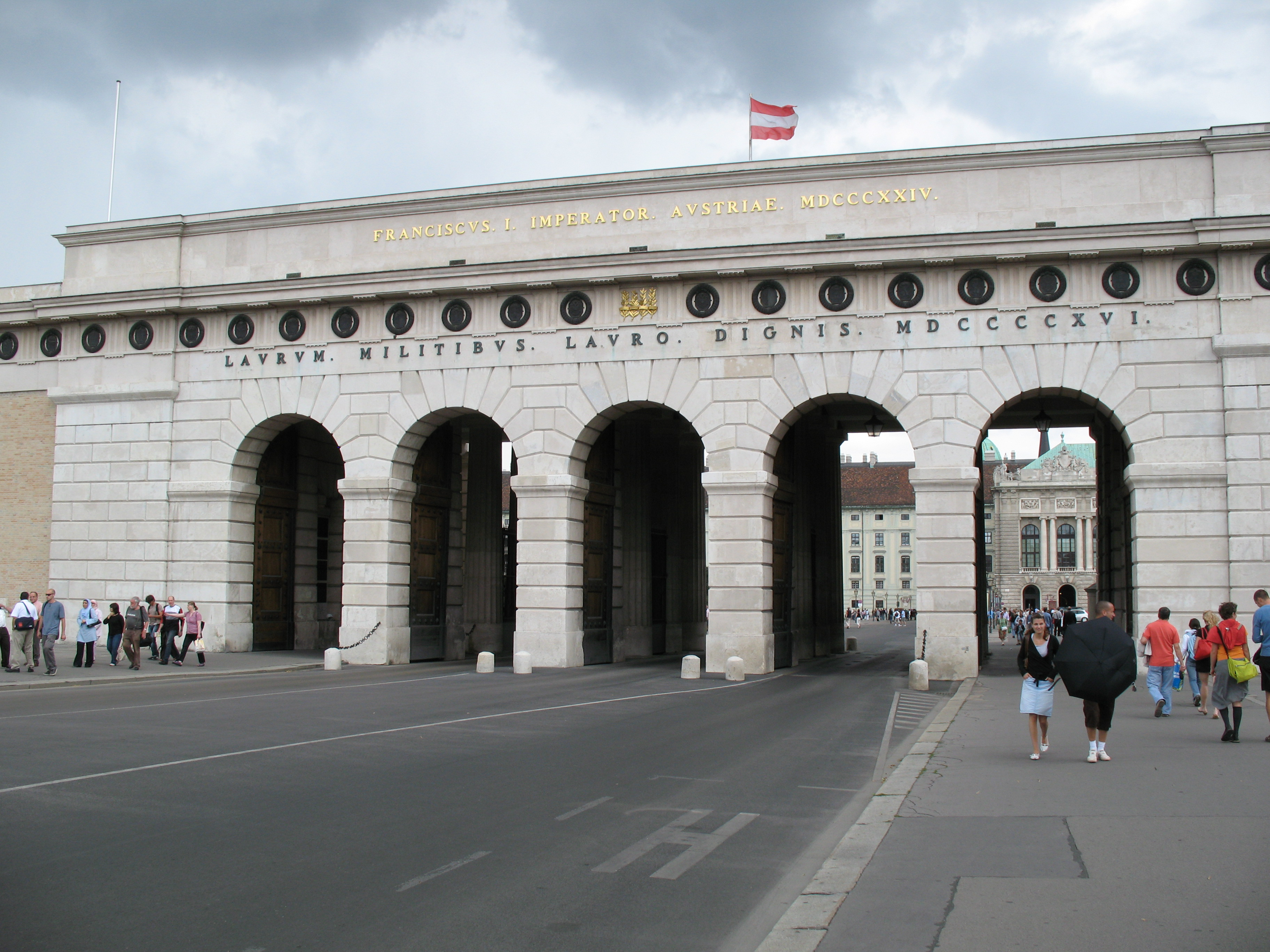
Burgtor u Hofburgu ve Vídni (1821–1824)